# Walkern
Walkern – wieś w Anglii, w hrabstwie Hertfordshire, w dystrykcie East Hertfordshire. Leży 15 km na północ od miasta Hertford i 46 km na północ od centrum Londynu.